# Військова історія України
Військова історія України — історія битв і війн України, її історичних державних утворень та Збройних сил України.

## Візантійські війни Русі (830—1043)
Дивись: Походи Русі на Візантію

## Монгольська навала на Русь (1223—1241)
Дивись: Монгольська навала на Русь

## Війна за незалежність Русі (1432—1438)
Дивись: Війна за незалежність Русі

## Козацтво (1490—1648)
Дивись: Польсько-козацькі війни

## Визвольні змагання Хмельницького (1648—1657)
Дивись: Хмельниччина

## Визвольні змагання Мазепи і Орлика (1709—1711)
Дивись: Північна війна в Україні та Похід Пилипа Орлика на Правобережну Україну

## Війна за незалежність (1917—1922)
Дивись: Перша радянсько-українська війна та Радянсько-українська війна

## УПА (1942—1954)
Дивись: Українська повстанська армія

## Миротворчі місії ООН України (1992—сьогодні)
Дивись: Миротворчі місії України
З прибуттям 240 окремого спеціального батальйону (УКРБАТ-1) до міста Сараєво, Боснія і Герцеговина, підрозділи батальйону були неодноразово атаковані ворогуючими сторонами.

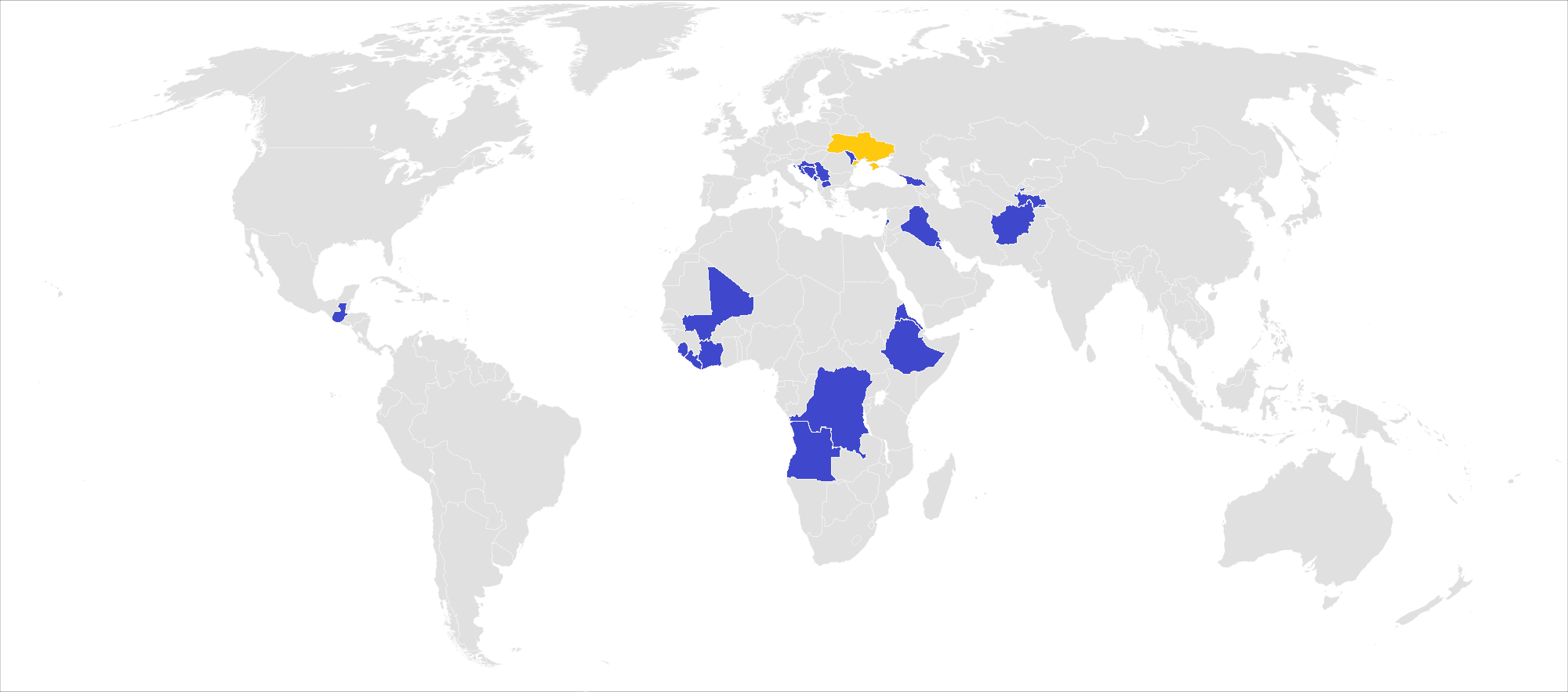
Миротворчі місії України

Бойова діяльність українських миротворчих підрозділів здійснювалася з застосуванням штатної зброї у відповідь на напади місцевих збройних формувань для деблокування позицій батальйону, знищення снайперів, та забезпечення евакуації загиблих та поранених.
З квітня 1994 року починається окрема сторінка бойової діяльності ЗС України на Балканах, 19 квітня до Сараєво прибув 60-й окремий спеціальний батальйон ЗС України (УКРБАТ-2), який 24 квітня 1994 року разом з опергрупою 240 осіб, підрозділами ЗС Великої Британії, Франції, Норвегії, Росії та Єгипту увійшов до зони активних бойових дій між сербськими та мусульманськими підрозділами в анклаві Горажде. Нападу з обох сторін зазнала 1 спеціальна рота із 60 осіб.
На початку червня 1994 року підрозділ було перекинуто з Горажде до м. Гліна, Хорватія, де він вів безпосередні бойові дії з метою захисту позицій батальйону та зони безпеки ООН у анклаві Бихач. У вересні 1994 року збройних нападів зазнали 11 та 12 спостережні пункти зі складу 1-ї спеціальної роти батальйону. Особовий склад зазнав збройних нападів з боку підрозділів «Баня Лукського» корпусу армії боснійських сербів, загону спеціального призначення «Маузер» Р. Младіча та 505-ї бригади 5-го Армійського корпусу Армії Боснії і Герцеговини. Особовий склад 11 СП. був захоплений у заручники боснійськими сербами. Особовий склад 12 СП протягом тижня перебував в зоні активних бойових дій підрозділів Армії БіГ та бригад зі складу боснійсько-сербської армії та армії Сербської Країни. Зазнав важких поранень один український військовослужбовець, позицію підрозділу було знищено ворогуючими сторонами.
В липні 1995 року штаб української роти в н.п. Вітковічі в анклаві Горажде було атаковано батальйонами мусульманської бригади ОГ «Горажде», з метою примушення українського підрозділу віддати важку зброю та бронетехніку. Позиції роти обстрілювалися з мінометів, безвідкатних гармат, гранатометів, важкої та стрілецької зброї. Протягом декількох годин українська рота вела бій
проти переважаючих за чисельністю мусульманських підрозділів, в ході бою важкі поранення отримали декілька українських миротворців. Британський батальйон, який знаходився у центрі м. Горажде, проігнорував напад на український підрозділ та не надав будь-якої підтримки українським військовим.
В липні 1995 року в анклаві Жепа, БіГ відбулася найуспішніша бойова операція в історії ЗС України. Підрозділ з 79 українських миротворців було атаковано боснійсько-сербським корпусом «Дріна» та мусульманськими підрозділами ОГ «Жепа».
Результатом української операції, незважаючи на відсутність підтримки збоку ООН та НАТО, та ігноруючи загрози й наказ Р. Младича відповідно до таємної директиви Р.Караджича на знищення миротворців та цивільного населення Жепи, став порятунок, без втрат серед українців, більш ніж дев'яти тисяч осіб цивільного населення Жепи та біженців, що втекли зі Сребрениці (де нідерландський батальйон у складі 650 осіб не зміг виконати задачу, і там було вбито сербськими підрозділами більш ніж дев'ять тисяч мирних жителів). 

## Війна в Іраку (2003—2008)
Дивись: Українська миротворча місія в Іраку
Після повалення режиму Саддама Хусейна в Іраку 1 травня 2003 року, Україна долучилась до міжнародної коаліції із забезпечення порядку та охорони цивільного населення в Іраку. Рішення ввести українські війська підтримала Верховна Рада та тодішній президент України Леонід Кучма.
8 серпня — 10 серпня 2003 року до Кувейту було доставлено 5 окрему механізовану бригаду та її всю техніку і озброєння.
11 серпня 2003 року о 6:47 (за київським часом) перша колона українського миротворчого контингенту перетнула кувейтсько-іракський кордон і здійснила марш в район місця постійної дислокації — місто Ель-Кут провінції Васит, база «Дельта».

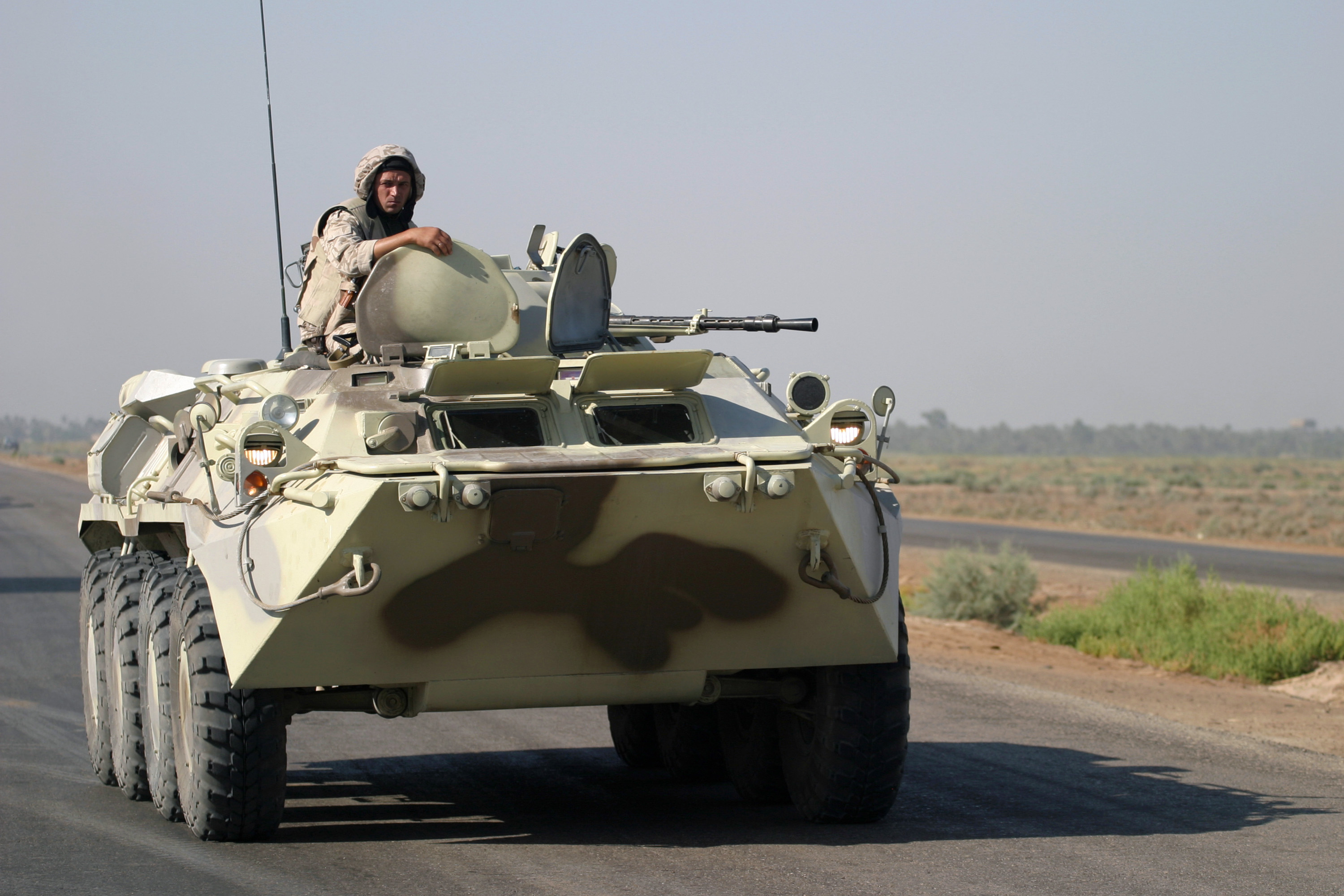
Український БТР-80 в Іраку

Всього Україна відправила до Іраку 1690 військовослужбовців, 98 броньованих машин, 217 автомобілів та 2161 одиниць стрілецької зброї. Це була наймаштабніша військова операція за всю історію незалежної України.
Українські військові несли службу на блокпостах, супроводжували гуманітарні колони, знешкоджували заміновані ділянки та залишені боєприпаси. Також українським військовим доводилося відбивати атаки місцевих ісламістів. 
Найбільшою такою атакою була Битва за Ель-Кут, коли Армія Магді атакувала українські війська 5 квітня 2004 року. В цьому бою загинув один український військовослужбовець, а шестеро — отримали поранення. Ісламісти ж втратили близько 200 бійців і 7 квітня відступили.
6 березня 2005 року в Іраку загинув вісімнадцятий миротворець, після цього було прийняте рішення про повернення українських військ в Україну. 15 березня 2005 року почалося поетапне виведення українського контингенту, що тривало до 27 грудня. Останні 29 членів миротворчого персоналу України, що залишались як спостерігачі повернулись на Батьківщину 9 грудня 2008 року.
Всього військову службу в Іраку та Кувейті за 2003 — 2008 роки пройшло близько 6100 українців, 18 з яких загинуло і понад 40 отримали поранення. 

## Російсько-українська війна (2014—сьогодні)
Дивись: Російська збройна агресія проти України (2014—)

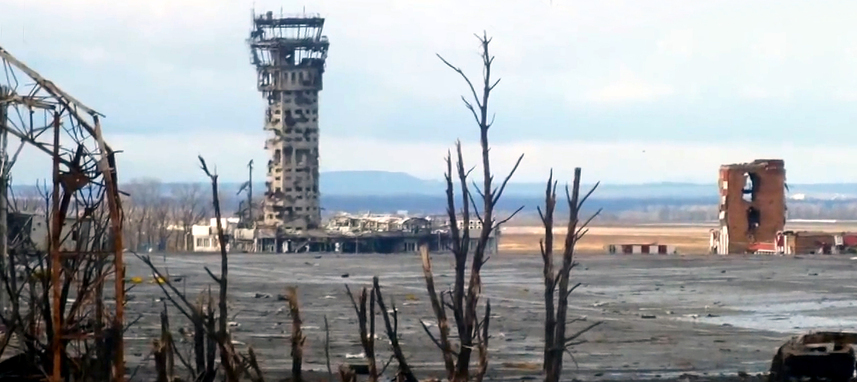
Руїни Донецького аеропорту, грудень 2014

Після перемоги в Києві Євромайдану в лютому 2014 року, Росія розпочала військову агресію проти української держави. Першим її етапом стала окупація Криму, внаслідок чого було вбито 2 військовослужбовці Збройних сил: Кокуріна Сергія та Карачевського Станіслава. 
Наступним етапом агресії стало захоплення проросійськими активістами адмінбудівель та відділків міліції в містах Донбасу (Слов'янську, Бахмуті та Краматорську). У відповідь на це українська влада оголосила про проведення антитерористичної операції, що переросла у повноцінну війну.
25 квітня 2018 року Начальник Генерального штабу - Головнокомандувач ЗС України Віктор Муженко підписав наказ від 25.04.2018 № 166, яким затвердив Програму заходів щодо відновлення та впровадження національних бойових традицій у Збройних Силах України.